# Wladimir Kudrjawzew
Wladimir Kudrjawzew (auch Vladimir Kudryavtsev, russisch Владимир Кудрявцев, * um 1965) ist ein russischer Rock-, Jazz- und Improvisationsmusiker (Kontrabass, Komposition).

## Leben und Wirken
Kudryavtsev spielte in Russland in den späten 1980er-Jahren in der Jazzband Ars Nova (Forgotten Gifts, u. a. mit Mikhail Kostuchkin, Pyotr Kornev), in den folgenden Jahren u. a. mit Harald Rüschenbaum (Sunrise in St. Petersburg (1994), u. a. mit Dusko Goykovich), von 1996 bis 2005 in der Rockband Aquarium. Ab den 2010er-Jahren war er Mitglied der russisch-französischen Formation Goat’s Notes, mit der er drei Alben für Leo Records einspielte; außerdem arbeitete er in Frankreich mit verschiedenen Theaterprojekten. Im Trio mit Hugues Vincent und Maria Logofet nahm er das Album Free Trees (Leo, 2014) auf, zu dem er Kompositionen beisteuerte. 2016 trat er mit Goat’s Notes und Wladimir Tschekassin auf dem fünften Leo Records Festival auf. Im Bereich des Jazz war er zwischen 1987 und 2014 an fünf Aufnahmesessions beteiligt, als Studiomusiker auch mit Andrei Knyazev (Любовь Негодяя 2005) und Marc Almond (Heart on Snow, 2003).

## Diskographische Hinweise
- Goat’s Notes: Fuzzy Wonder (Leo, 2913), mit Grigory Sandomirsky, Ilya Vilkov, Maria Logofet, Andrey Bessonov, Piotr Talalay
- Goat’s Notes: Wild Nature Executives (Leo, 2013), mit Andrey Bessonov, Oleg Mariakhin, Piotr Talalay, Alexey Andreev, Grigory Sandomirsky, Kirill Parenchuk, Yury Sevastyanov, Ilya Vilkov, Maria Logofet
- Hugues Vincent, Alexei Borisov, Ilja Chistiakov, Konstantin Sukhan, Vladimir Kudryavtsev: One Room (Topet, 2014)
- Goat’s Notes: Cosmic Circus (Leo, 2014), mit Ilya Vilkov, Andrey Bessonov, Pierre Lamblaa, Gregory Sandominsky, Maria Logofet, Sabine Bouthinon, Hugues Vincent, Piotr Talalay
- Vladimir Kudryavtsev / Fred Costa / Gregory Sandomirsky / Piotr Talalay: Quartet Red (Leo, 2020)